# Galeropsis liberata
Galeropsis liberata är en svampart som först beskrevs av Károly Kalchbrenner, och fick sitt nu gällande namn av Roger Heim 1950. Galeropsis liberata ingår i släktet Galeropsis och familjen Bolbitiaceae.   Inga underarter finns listade i Catalogue of Life.